# NGC 1881
NGC 1881 ist die Bezeichnung eines offenen Sternhaufens im Sternbild Dorado. Das Objekt wurde am 17. Januar 1838 von John Herschel entdeckt.